# 中川善雄
中川 善雄（なかがわ よしお、1974年8月9日 - ）は、熊本県宇土郡三角町（現・宇城市）出身の元ハンドボール選手、指導者、会社経営者。

## 経歴
九州学院高でハンドボールを始め、中央大学在学中に世界学生選手権に出場。
中央大学を卒業後、三陽商会に入社。
2001年に休部となったため、大崎電気へ移籍。日本人初となるプロ契約を結ぶ。
その後日本代表に選ばれ、2001年東アジア選手権、2002年世界選手権アジア予選、2003年釜山アジア大会など国際大会でも活躍。
2003年のアテネオリンピック・アジア予選より主将を務め、2005年チュニジア世界選手権にも出場した。
2005年には大崎オーソルの主将となり、創部初の日本リーグ制覇を果たす。（全日本実業団、国民体育大会と合わせ「3冠」を達成）その年に海外移籍を検討するも断念。
2006年には、選手を続けながらNPO法人「シュータススポーツラボラトリ」を立ち上げ、理事長を務める。
中東の笛で話題となった2008年の北京オリンピック・アジア再予選（会場・豊田）でも日本代表チームの主将を務めた。
2009/2010年シーズンをもって、大崎オーソルを退団。（在籍中に９度の日本一を経験、JHL MVP1回 ベストセブン11回受賞）
2010年に株式会社Sports&Worksを設立し、代表取締役を務める。
2012年シーズンから、セントラル自動車を母体とするトヨタ自動車東日本（レガロッソ）の監督兼選手（背番号11番）として、日本リーグに復帰。
2014年からは監督に専念し、2016年にはトヨタ自動車東日本（レガロッソ）を、創部初となるプレーオフに導く。